# Helmbert von Manen

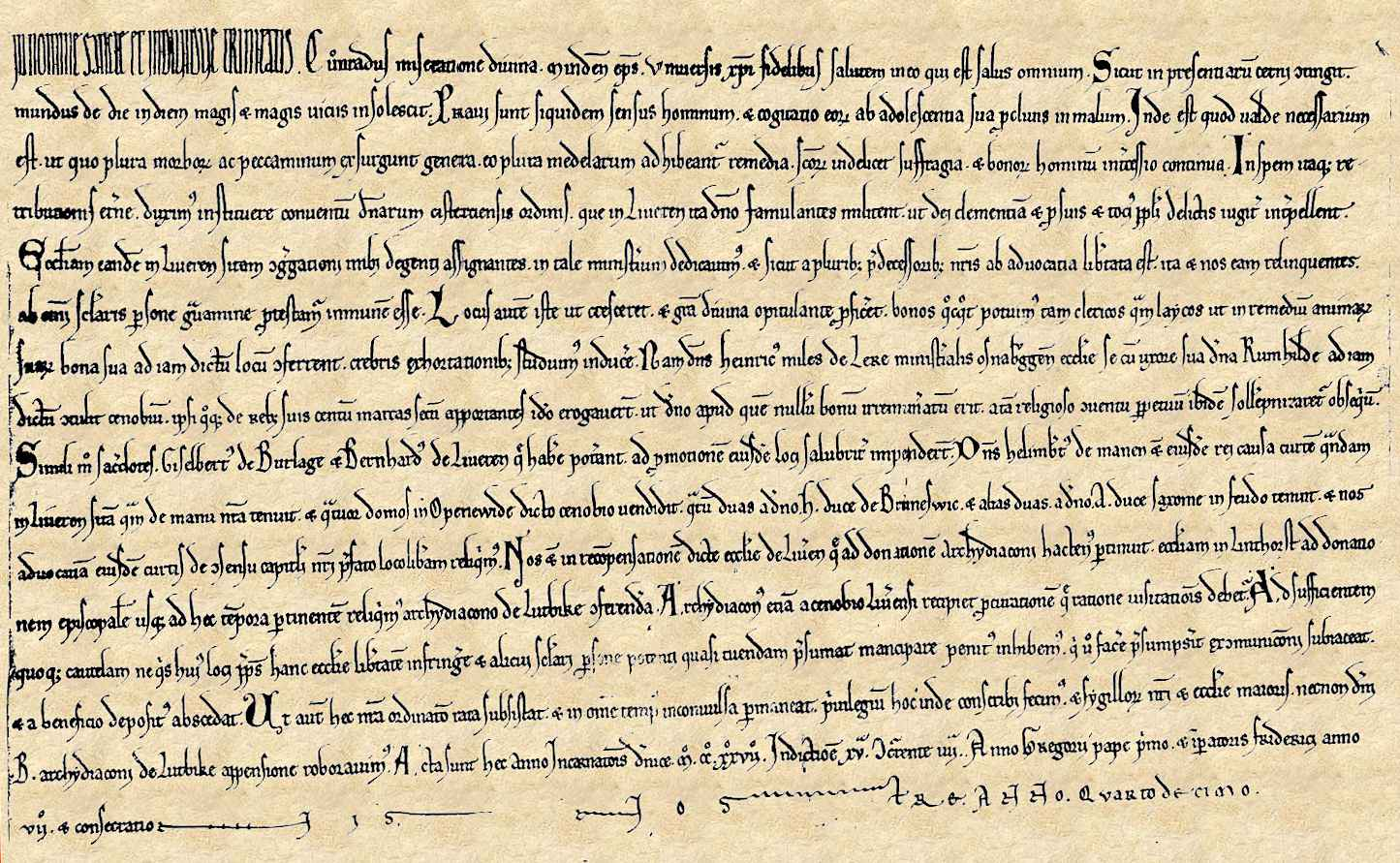
Urkunde von 1227

Helmbert von Manen war ein Ritter im 13. Jahrhundert. Sein Wirkungskreis befand sich im südlichen Bereich des Hochstift Minden.

## Helmbert in Urkunden
Von Manen erscheint, meistens in der latinisierten Namensform Helimbertus des Manen oder auch in der Mischform Helimbertus von Manen  in verschiedenen Urkunden, die von regionalgeschichtlicher Bedeutung sind:
- 1227 erscheint Helmbert von Manen in einer Urkunde, die die Gründung des Zisterzienserklosters in Levern durch Bischof Konrad I. von Rüdenberg bezeugt und im selben Jahr
- 1227 in einer Urkunde, in der er vier Höfe von Oppenwehe verkauft.[1]
- 1243 in einer Urkunde vom 5. April 1243 des Mindener Bischofs Johann von Diepholz, in der die Hälfte der Mühle in Hollwede zum Besitz übereignet wird.[2]